# Гедымин, Анна Юрьевна
А́нна Ю́рьевна Гедыми́н (род. 30 июля 1961 года) — русская поэтесса. Также пишет прозу, произведения для детей, занимается переводами стихов.

## Биография
Родилась в Москве на Арбате, в семье инженеров. В 1984 г. окончила МГУ, факультет журналистики. Работала сборщицей микросхем на заводе, руководителем детской литературной студии во Дворце пионеров, журналистом, литературным консультантом, редактором.
Стихи пишет с 1978 года, печатается с 1979 года (первая публикация — в газете «Московский комсомолец»). Автор сотен публикаций во всесоюзной, общероссийской и московской периодике. Печаталась в «Литературной газете», «Литературной России», газетах «Комсомольская правда», «Вечерняя Москва», журналах «Новый мир», «Дружба народов», «Юность», «Октябрь», «Континент», «Кольцо А», «Огонёк», «Арион», «Моя Москва», «Москва», «Смена», «Работница», «Крестьянка», «Крокодил», «Пионер», «Сельская новь», «Литературная учёба», «Сельская молодёжь», «Кругозор», «Клуб», «Истина и жизнь», «Новый журнал», «Интерпоэзия» и др., в альманахах «Поэзия», «День поэзии», «Истоки» и др., в антологии «Русская поэзия. XX век» (М., 2001), во многих коллективных сборниках.
Член Союза писателей СССР и СП Москвы с 1991 года, Русского ПЕН-центра — с 2016 года. Член редакционного совета журнала «Юность» (с 2014 г.). Составитель поэтических альманахов «День поэзии» (2009, 2010 гг.), «Московский год поэзии» (2010, 2011 гг.), «Паровозъ» (2014 г.). Стихи Анны Гедымин переводились на болгарский, польский язык.

## Семья
Отец — Гедымин Юрий Юрьевич (1930—2001)
Мать — Гедымин (урожденная Лебедева) Марина Львовна (1933—2018).
Была замужем за Пинскером Борисом Семёновичем (1947—2021), экономистом.
- Сын — Гедымин Даниил Борисович (род. в 1994 г.)

## Произведения
Автор десяти книг.
Стихотворные сборники:
- Каштаны на Калининском — М.: Молодая гвардия, 1985.
- Вторая ласточка — М.: Библиотечка журнала «Клуб», 1990, 100 000 экз.
- Последнее «люблю» — М.: Рекламная библиотечка «Голос», 1992.
- Сто одно стихотворение — М.: Catallaxy, 1994. — ISBN 5-86366-023-6
- Честолюбивая молитва. Стихотворения и новеллы — М.: Academia, 2003. — ISBN 5-87532-024-X
- Осенние праздники. Избранные стихи — М.: Время, 2012. — ISBN 978-5-9691-0771-7 ttp://books.vremya.ru/books/2154-anna-gedyminosennie-prazdniki.html https://formasloff.ru/2025/02/05/anna-gedymyn-osennie-prazdniki/
- С четверти первого до полседьмого. Электронная книга — ThankYou, 2012. https://topliba.com/reader/475806
- При свете ночи. Стихи и баллады — М.: Время, 2019. — ISBN 978-5-9691-1879-9 https://formasloff.ru/2020/06/11/anna-gedymin-pri-svete-nochi/ http://books.vremya.ru/books/6451-gedymin-a-ju-pri-svete-nochi.html

Проза:
- Я, Чижик, торжественно обещаю… Электронная книга для детей — ThankYou, 2013. http://www.epampa.narod.ru/gedymin/chizhik.html
- Нечаянная проза — Ridero, 2017. — ISBN 978-5-4485-1615-3 https://ridero.ru/books/nechayannahttps://formasloff.ru/2020/06/14/anna-gedymin-nechayannaya-proza/

## Премии
Литературные премии:
- лауреат конкурса «Моя Москва», проводившегося журналом «Москва» и издательством «Московский рабочий» (1984)
- премия Венгерского культурного центра в Москве за переводы стихов (1991)
- премия радиостанции «Немецкая волна» за радиопьесу (1991)
- премия журнала «Литературная учеба» (2005)
- премия «Литературной газеты» за победу в конкурсе стихотворений о Москве (2007)
- премия журнала «Дети Ра» (2010, 2016)
- книга «Осенние праздники. Избранные стихи» — шорт-лист Всероссийской премии им. А. Дельвига (2012)
- специальная премия Союза российских писателей «За сохранение традиций русской поэзии» в рамках Международной Волошинской Премии (2013) за книгу «Осенние праздники. Избранные стихи»
- премия имени Анны Ахматовой журнала «Юность» (2013)
- премия журнала «Зинзивер» (2015)
- первая премия в Международном литературном конкурсе им. С. Н. Сергеева-Ценского «Преображение России». Номинация: поэзия («Думы и грёзы») — за лучшее стихотворение (2020) https://tvtambov.ru/news/itogi-pervogo-mezhdunarodnogo-konkursa-preobrazhenie-rossii-podveli-v-tambovskoj-oblasti/2020/10/01/